# 多布拉沃利亞
47°36′30″N 32°29′39″E / 47.60833°N 32.49417°E
多布拉沃利亞（烏克蘭語：Добра Воля），是烏克蘭南部的村莊，隸屬尼古拉耶夫州的巴什坦卡區。該村面積0.28平方公里，海拔高度76米，2001年人口143，人口密度每平方公里510.7人。